# 髯毛石蝴蝶
髯毛石蝴蝶（学名：Petrocosmea barbata）为苦苣苔科石蝴蝶属下的一个种。

## 扩展阅读
維基物種上的相關：髯毛石蝴蝶